# Ardi

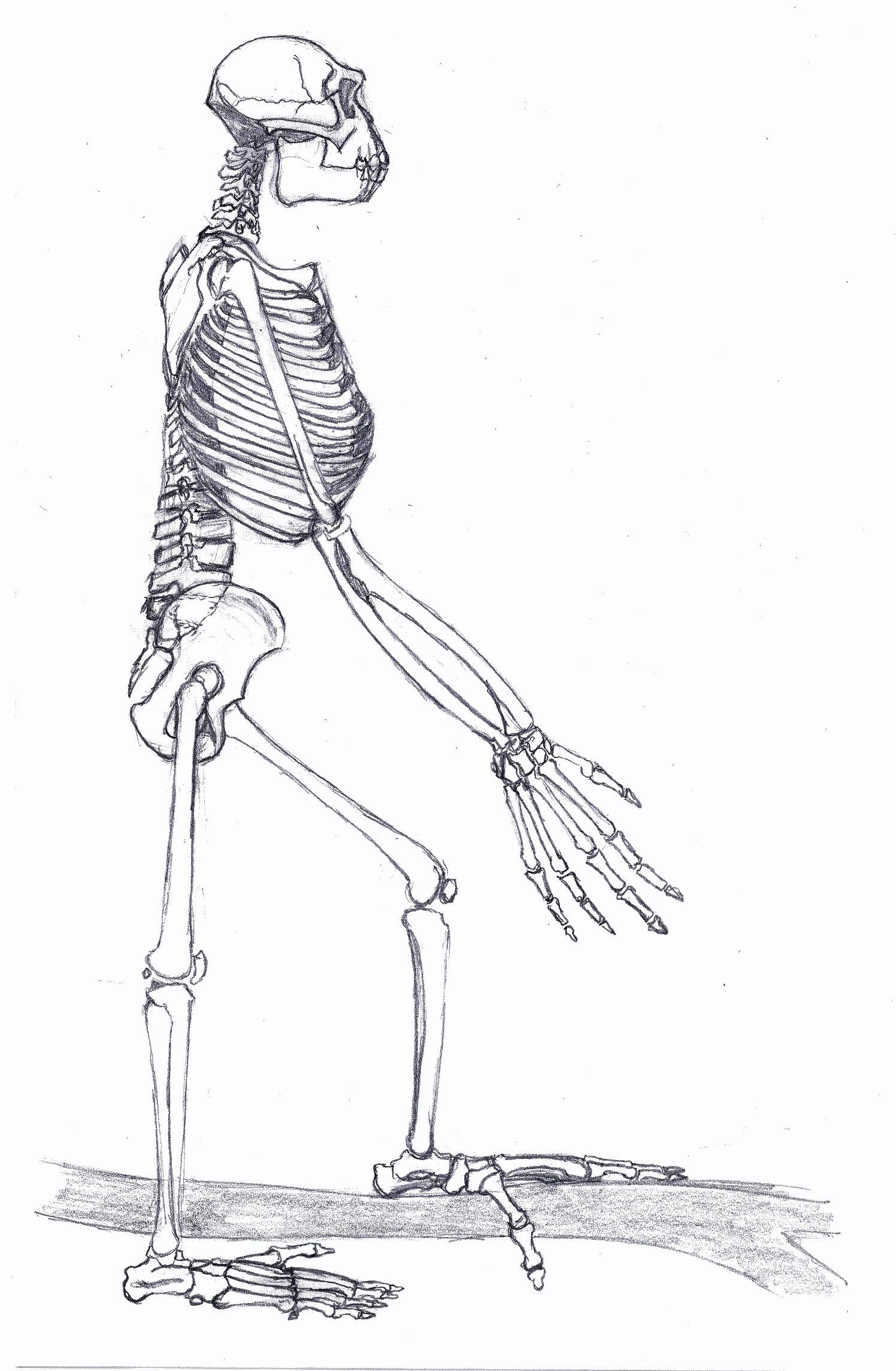
Das Fossil „Ardi“: Zeichnung nach der Rekonstruktionszeichnung in Science

Ardi ist ein 4,4 Millionen Jahre altes, weitgehend erhaltenes Skelett eines Individuums der Art Ardipithecus ramidus. Die Überreste des vermutlich weiblichen Fossils wurden zwischen 1994 und 1996 im Nordosten Äthiopiens im Afar-Dreieck geborgen. Die Konservierung der Knochenfunde erwies sich wegen ihrer extremen Zerbrechlichkeit als äußerst schwierig und zeitraubend, sodass ihre umfassende interdisziplinäre Bearbeitung erst im Oktober 2009 in elf gleichzeitig publizierten Fachartikeln öffentlich gemacht wurde.
Die besondere Bedeutung des Fossils besteht darin, dass jahrzehntealte Hypothesen zur Stammesgeschichte des Menschen, denen zufolge der Knöchelgang von Schimpansen und Gorillas ein ursprüngliches Merkmal sei, infrage gestellt wurden.
Die Bezeichnung der Gattung Ardipithecus ist teils aus der Afar-Sprache abgeleitet (von „ardi“ = Erdboden), teils aus dem Griechischen (von „πίθηκος“, altgriechisch ausgesprochen „píthēkos“ = Affe); Ardipithecus bedeutet dem Sinne nach folglich „Bodenaffe“. Die wissenschaftliche Bezeichnung für den Fund, dessen Spitzname vom Gattungsnamen abgeleitet wurde, lautet ARA-VP-6/500.

## Fundgeschichte
Die beiden ersten Fossilien von Ardi – zwei Bruchstücke von Mittelhandknochen – wurden am 5. November 1994 von Yohannes Haile-Selassie in Aramis, ca. 100 km südlich von Hadar und westlich des Awash, entdeckt. Sie waren an der Oberfläche eines Abhanges aus noch unverfestigtem, also schluffigem Lehm (engl. „silty clay“) zutage getreten. Diese Fundstelle lag nur 54 Meter nördlich jener Örtlichkeit, wo zehn Monate zuvor das Typusexemplar ARA-VP-6/1 von Ardipithecus ramidus entdeckt worden war. Durch vorsichtiges Sieben des oberflächlich liegenden Feinbodens wurden weitere Fragmente homininer Fingerknochen geborgen. In der entstehenden Aufschluss-Mulde wurden danach ein Zehenglied sowie das Fragment eines Oberschenkelknochens und ein fast vollständig erhaltenes Schienbein ausgegraben. Daraufhin wurde in den folgenden Monaten eine insgesamt drei Quadratmeter große Fläche Quadratmillimeter für Quadratmillimeter abgetragen; auf diese Weise wurden mehr als hundert weitere Knochenstücke gesichert, darunter mehrere Sesambeine und Fragmente aus dem Bereich des Gesichts.
Die Altersbestimmung von Ardi gilt als äußerst zuverlässig, da sowohl unmittelbar über als auch unmittelbar unter der Fossilien führenden Schicht vulkanisches Material abgelagert wurde und beide vulkanischen Schichtungen jeweils 4,4 Millionen Jahre alt sind. Sowohl Ardi als auch die anderen Funde von Ardipithecus ramidus aus Aramis stammen aus einer drei bis sechs Meter starken, feinkörnigen Sedimentschicht, die in einer relativ kurzen Zeitspanne von nur 100 bis maximal 10.000 Jahren entstand. Sowohl die Feinkörnigkeit der Sedimentschicht als auch der Zustand der fossilen Knochen (das Fehlen von Abriebspuren) deuten darauf hin, dass sie nicht oder nur unwesentlich durch Wasser verdriftet wurden.

## Fundbeschreibung

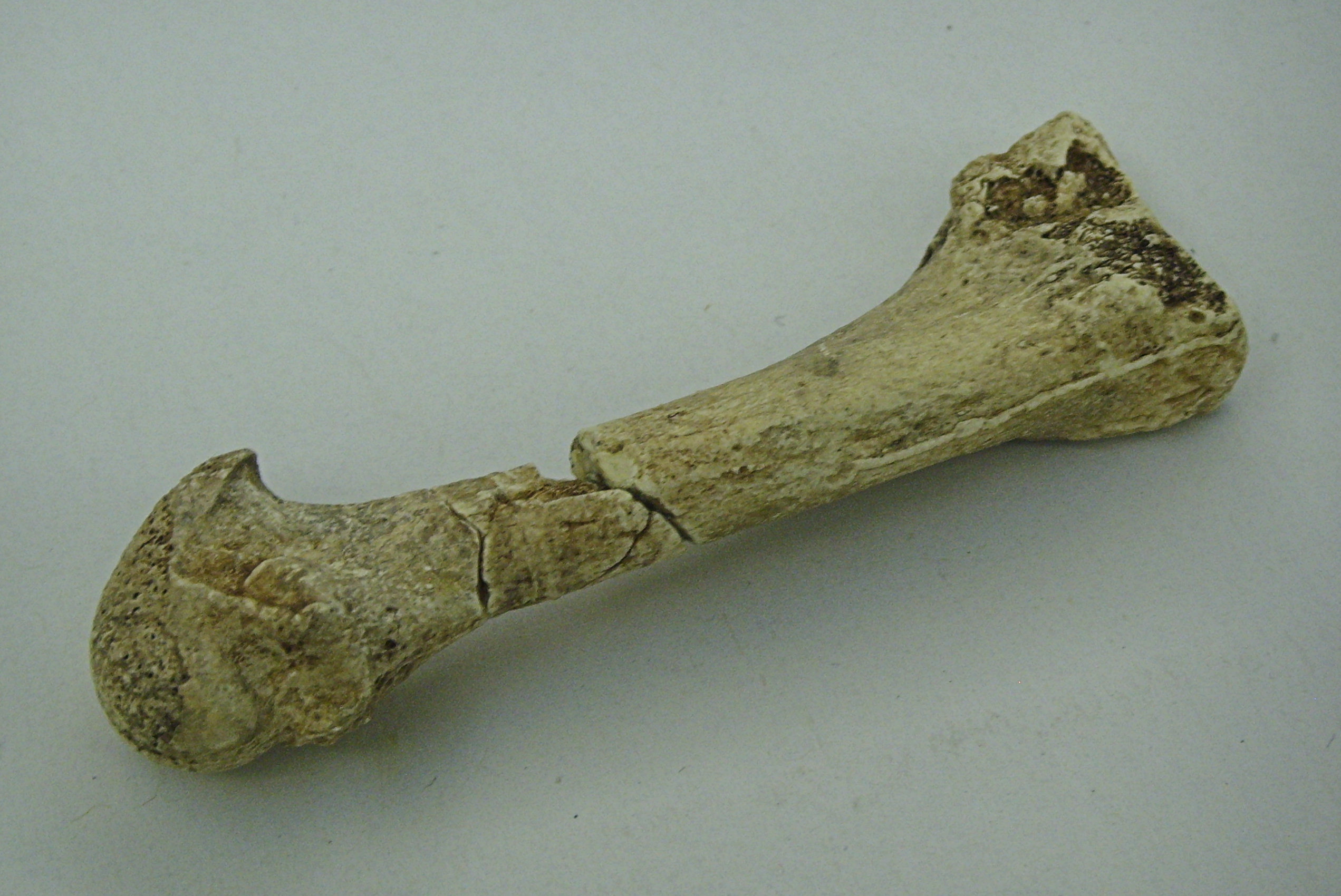
Mittelfußknochen vom Großen Zeh (Abguss)

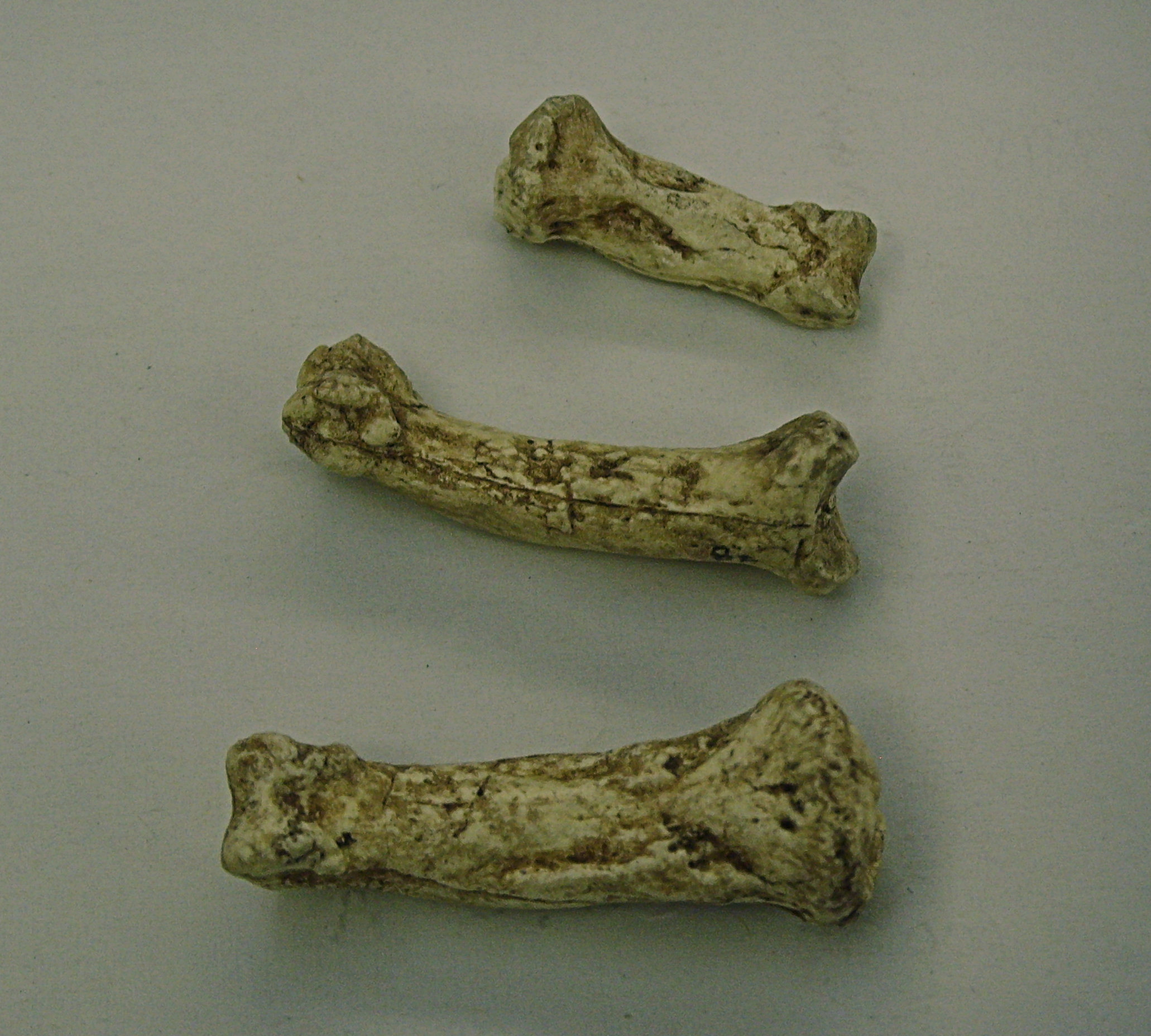
Drei deutlich gebogene Fingerknochen (Abgüsse)

Die Knochen von Ardi sind schlecht fossilisiert. Sie werden von ihren Entdeckern als cremefarben beschrieben. Die kleineren Knochen der Hände und der Füße sind weitgehend unbeschädigt, die größeren Knochen der Beine und Arme sind hingegen in unterschiedlichem Maße zerbrochen.
An den Knochen wurden keine Anzeichen von Verwitterung oder von Bissspuren gefunden. Dies ist eine Besonderheit, da nahezu alle anderen Knochenfunde aus dem gleichen Fundhorizont durch Hyänen und andere Fleischfresser benagt wurden. Gleichwohl waren die Knochen von Ardi über eine größere Fläche verstreut und wurden in keinem Fall mehr in ihrer natürlichen Anordnung gefunden – ein Zustand, der den äußeren Anzeichen zufolge bereits vor ihrer Einbettung in den Erdboden eingetreten sein muss; die Forscher vermuten, dass die Überreste von Ardi von anderen Tieren zertrampelt wurden.

### Präparation
Viele Knochen erwiesen sich als derart weich, dass sie schon bei leichter Berührung zerbröckelt wären. Nach einem vorsichtigen Belastungstest durch Zahnstocher oder ähnliche Hilfsmittel wurden daher die Sedimente, die die Knochen umgaben, zunächst angefeuchtet, um Beschädigungen durch Austrocknung während der Bergung der Fundstücke zu vermeiden. Anschließend trug man mehrfach Härtungsmittel auf; danach erst wurden die Knochen aus dem Boden entnommen, verpackt und zur weiteren Bearbeitung nach Addis Abeba transportiert. In jahrelanger Feinarbeit wurden alle Funde schließlich gesäubert  und mit Hilfe von digitalen Rekonstruktionen in ihre mutmaßliche natürliche Position versetzt. Die Überreste von Ardi sind trotz diverser Härtungen noch immer fragil, weswegen die meisten Forschungsarbeiten an Gipsabformungen oder computergestützt, mit Hilfe der Computertomographie, durchgeführt wurden.

### Der Schädel

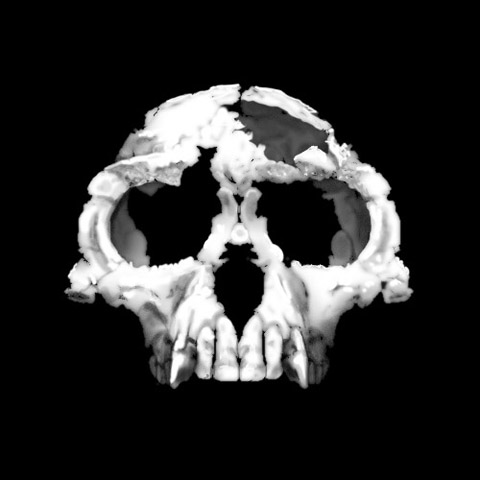
Digitale Rekonstruktion der Schädel-Bruchstücke von „Ardi“

Der Schädel von Ardi ist zwar stark fragmentiert und verformt, jedoch blieben die linke Hälfte des Unterkiefers, fast alle Zähne sowie aussagekräftige Teile des Gesichts, des Schädeldachs und der Schädelbasis erhalten. Mit Hilfe computergestützter Verfahren und unter Einbeziehung eines weiteren Fossils – ARA-VP-1/500 aus dem Bereich der Schädelbasis – konnte der japanische Paläoanthropologe Gen Suwa (Universität Tokio) das Aussehen des Schädels aus 65 Fragmenten als eine „prä-Australopithecus-artige Morphologie“ rekonstruieren. Eine gesonderte Analyse des Baus der Schädelbasis ARA-VP-1/500 bestätigte Anfang 2013 die morphologische Nähe zu Australopithecus und Homo.
Die Rekonstruktion der Schädelgröße ergab ein Gehirnvolumen von 280 bis 350 Kubikzentimeter, was in Relation zur Körpergröße einem recht kleinen Gehirn – vergleichbar mit dem der heutigen Schimpansen – entspricht; Australopithecus wird ein Gehirnvolumen von 400 bis 550 Kubikzentimetern zugeschrieben. Der Schädel von Ardi ähnelt dem des größeren und kräftigeren Sahelanthropus, für den ein vergleichbares Schädelinnenvolumen berechnet wurde. Zahlreiche Merkmale unterscheiden den Schädel von Ardi von den Schädeln rezenter Gorillas und Schimpansen, aber auch von den Australopithecus-Schädeln.
Die genaue Position des großen Hinterhauptslochs konnte für Ardi mangels fossiler Belege nicht bestimmt werden, jedoch gelang dessen Rekonstruktion für das Schädelfragment ARA-VP-1/500. Die Rekonstruktion bestätigte die zuvor schon in der Erstbeschreibung der Art geäußerte Vermutung, dass das Hinterhauptsloch von Ardipithecus ramidus bereits in eine Position unter dem Kopf gerückt war, ähnlich jener späterer Hominini-Arten, und seine Position daher „voll und ganz“ (engl. „squarely“) von der Position bei den Schimpansen unterscheidbar ist.
Der Oberkiefer von Ardi – ARA-VP-6/500-115 – weist, anders als bei den heute lebenden Schimpansen, nicht besonders weit nach vorn, hat also eine bloß schwach ausgeprägte Prognathie („a superoinferiorly short face and weak prognathism compared with the common chimpanzee“). Er ähnelt dem Oberkiefer von Sahelanthropus, ist jedoch insgesamt etwas kleiner als bei diesem. Die Schneidezähne sind relativ klein, aus ihrer Position sowie aus der Lage der Nasenöffnung kann abgeleitet werden, dass Ardi eine nur leicht vorspringende Schnauze hatte. Zusammen mit anderen Befunden wird dieser Bau des Gesichts von den Autoren als ein ursprüngliches Merkmal der frühen Hominini bewertet, also dem letzten gemeinsamen Vorfahren von Schimpansen und Hominini ähnelnd; die ausgeprägte, weit vorspringende Schnauze der Schimpansen interpretieren sie demnach als ein jüngeres, abgeleitetes Merkmal. Der Unterkiefer ähnelt ebenfalls jenem von Sahelanthropus sowie dem von Ardipithecus kadabba. Der Bau beider Kiefer und die erhaltenen Zähne lassen auf keine besondere Spezialisierung bei der Nahrungsaufnahme schließen.

### Hand und Fuß

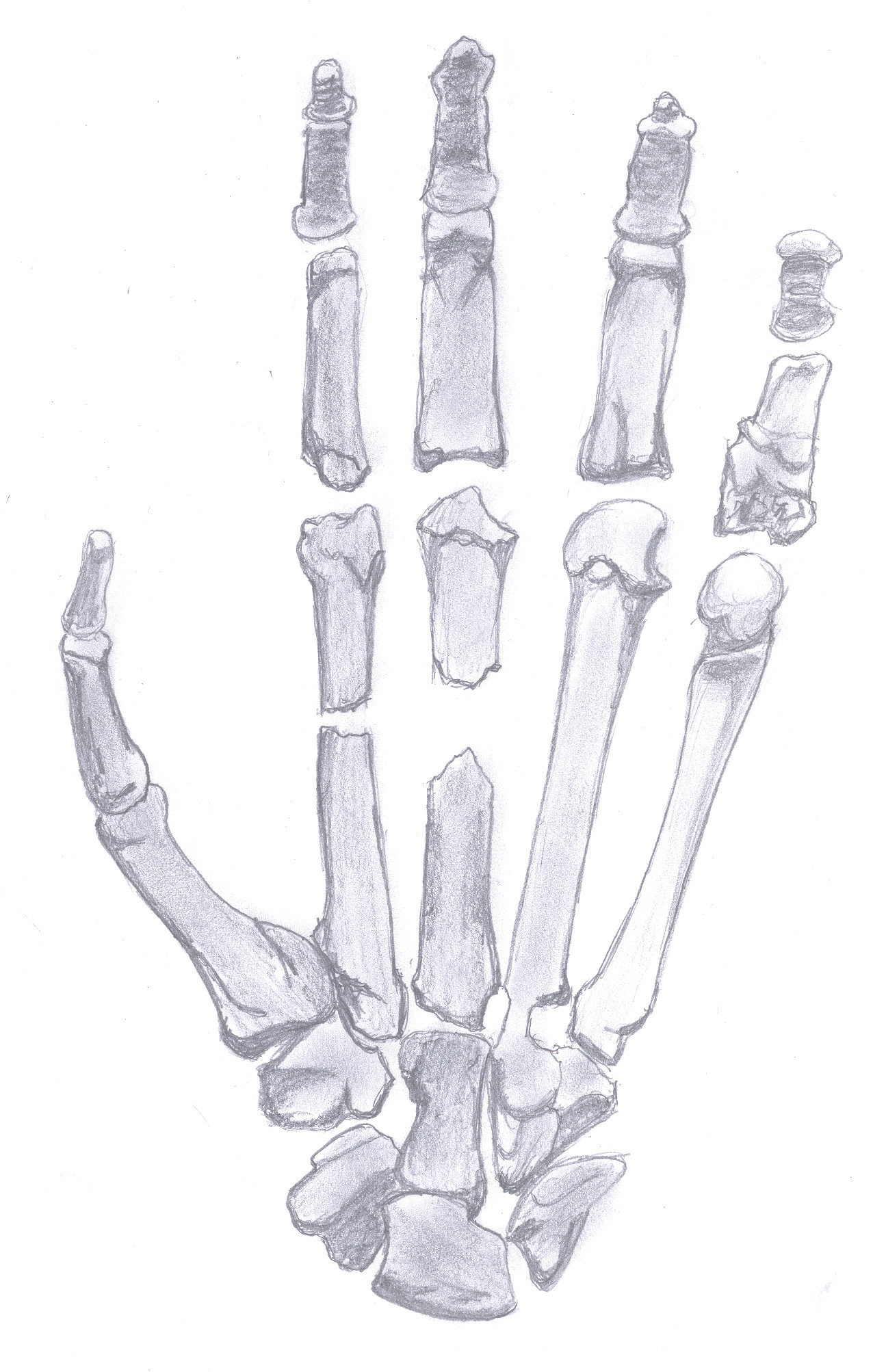
Die Handknochen: Zeichnung nach der Originalveröffentlichung

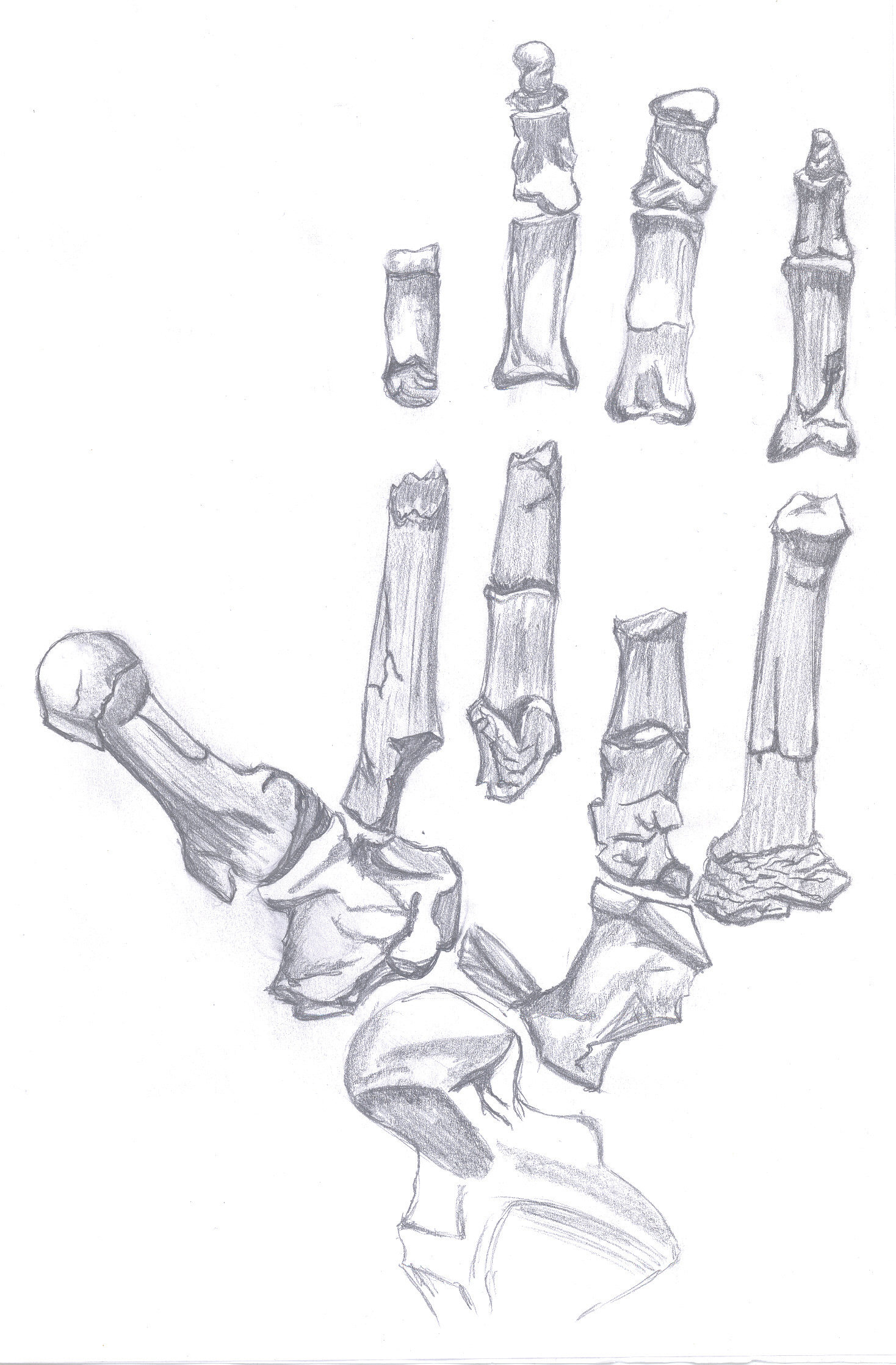
Die Fußknochen: Zeichnung nach der Originalveröffentlichung

Von Ardis Händen und Füßen sind so viele Knochen überliefert, dass eine sehr verlässliche Rekonstruktion beider Extremitäten möglich ist. Deren Genauigkeit ist allenfalls vergleichbar mit dem wesentlich jüngeren Fossil Little Foot aus Südafrika, da selbst von Lucy nur zwei Handknochen bekannt sind.
Der Bau von Ardis Händen zeigt deutliche Anklänge an einen der frühesten bekannten Vertreter der Menschenartigen (Hominoidea), den mehr als viermal so alten Proconsul. Ardis Hand war im Bereich der Mittelhandgelenke extrem beweglich, so dass sie beim horizontalen Fortbewegen auf Ästen diese mit ihren Händen sehr gut umklammern konnte. Auch die anderen Handgelenke waren wesentlich beweglicher als die der heute lebenden Schimpansen und Gorillas und unterschieden sich daher stark von deren Händen. Diese afrikanischen Menschenaffen haben relativ lange Handflächen und lange Finger, wodurch sie – anders als Ardipithecus – besonders gut in der Lage sind, ihren Körper kraftvoll in die höheren Regionen der Bäume emporzuziehen. Die damit verbundenen Kräfte-Einwirkungen hatten zur Folge, dass bei ihnen die Gelenke zwischen Fingern und Handfläche nur wenig beweglich sind. Dies wiederum hat am Erdboden den Knöchelgang zur Folge; für eine vergleichbare Fortbewegungsweise gibt es bei Ardi keine Anhaltspunkte.
Auch der Fuß von Ardi ähnelt stärker dem Fuß der Makaken und der Gibbons als dem Fuß der großen afrikanischen Menschenaffen. So ist bei Ardi noch ein spezieller Knochen vorhanden (Os peroneum), der als ein ursprüngliches, also stammesgeschichtlich altes Merkmal gilt; auch der rekonstruierbare Sehnenansatz für den Wadenbein-Muskel Musculus peroneus longus verweist auf eine Homologie mit diesen entfernteren Verwandten der Hominini. Das hervorstechendste Merkmal des Fußes ist jedoch die weit abspreizbare große Zehe. Ardi konnte sich daher auch mit Hilfe seiner großen Zehen gut an jenen Ästen festhalten, über die sie vierfüßig kletterte. Dieses anatomische Merkmal ist von keinem lebenden Menschenaffen bekannt und fossil nur noch durch den im äthiopischen Grabungsgebiet Woranso-Mille geborgenen Burtele-Fuß belegt; es verlieh Ardipithecus eine unter allen bekannten Primaten einzigartige Gangart, denn die großen Zehen blieben vermutlich auch beim aufrechten Gehen abgespreizt.

### Becken und aufrechter Gang
Obwohl die Anordnung der Knochen des Fußes und der Hände darauf schließen lässt, dass Ardi sich im Geäst der Bäume auf allen vieren fortbewegte und die großen Zehen als Greiforgane ausgebildet waren, ergibt die Rekonstruktion der Knochen des Beckens, dass sie auf dem Boden aufrecht gehen konnte. Beispielsweise ist der Ansatz der Gesäßmuskeln im Vergleich zu älteren fossilen Menschenartigen dank eines entwickelten Darmbeins für den aufrechten Gang so günstig stabilisierend positioniert, dass Ardi voranschreiten konnte, ohne bei jedem Schritt den Körper von einer Seite zur anderen zu schwenken. Im Unterschied zu Australopithecus afarensis, der bereits alle wesentlichen Anpassungen für einen ständigen aufrechten Gang aufwies, wird Ardis Beckengürtel allerdings von den Forschern noch als „Mosaik von Merkmalen“ beschrieben, die ihr sowohl das Klettern als auch das rasche Laufen ermöglichten.
Auch die wenigen vom Fuß erhaltenen Knochenfragmente wurden als „eine Mischung aus beibehaltenen primitiven Eigenschaften sowie aus Merkmalen, die angepasst an eine gewohnheitsmäßige Zweifüßigkeit“ sind, beschrieben.

## Geschlechtsbestimmung, Körpergewicht und Körpergröße
Unter den insgesamt 21 erhaltenen Eckzähnen von Ardipithecus ramidus zählen die Eckzähne von Ardi zu den kleinsten: Der Oberkiefer-Eckzahn ist der zweitkleinste von 13, der Unterkiefer-Eckzahn ist der zweitkleinste von acht erhaltenen Eckzähnen. Daraus leiten die Forscher ab, dass Ardi weiblich war. Gestützt wird diese Interpretation durch ein kleines Fragment des Überaugenwulsts (Torus supraorbitalis), dessen Dicke ebenfalls im untersten Bereich rangiert.
Vergleichsmessungen bei heute lebenden Primaten haben ergeben, dass die Größe des Kopfbeins und des Sprungbeins sehr gut mit dem Körpergewicht des Primaten korreliert. Dank dieser Korrelation konnte für Ardi ein Körpergewicht von 51 kg hergeleitet werden. Weil Ardi zu den größeren Individuen ihrer Art gehörte, könne ein Gewicht von ungefähr 50 kg auch als typisch für die gesamte Art gelten. Die Rekonstruktion der Körpergröße von Ardi ergab unter Einbeziehung weiterer Fossilien einen Schätzwert von 117 bis 124 cm.

## Wissenschaftliche Bedeutung

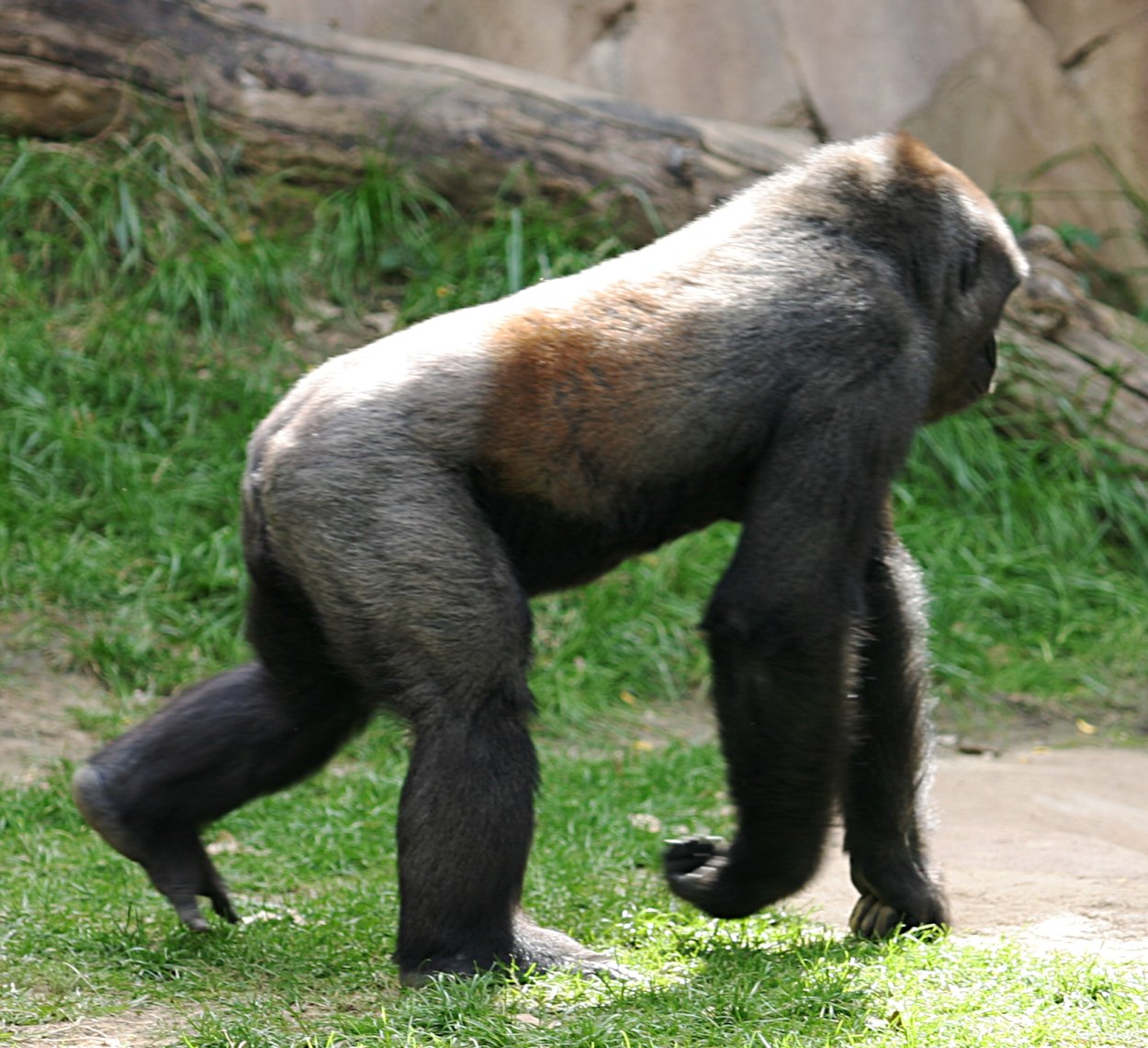
Die Handknochen von Ardi widerlegten die Annahme, der Knöchelgang (hier beim Gorilla) sei der Bipedie der Hominini vorausgegangen

Aus der Epoche vor dem Auftreten von Australopithecus anamensis sind bisher nur wenige Funde fossiler Hominini bekannt geworden. Diese Funde sind zudem – wie Orrorin – so bruchstückhaft oder – wie der Schädel von Sahelanthropus – so verformt, dass ihre Stellung im Stammbaum der Menschenaffen umstritten und daher unklar ist. Das Fehlen von aussagekräftigen fossilen Belegen hatte u. a. zur Folge, dass die Hypothesen zur Evolution des Körperbaus der frühen Hominini vor allem vom Erscheinungsbild der nächsten Verwandten des Menschen, vom Körperbau der Schimpansen, abgeleitet wurden. Diese Modelle deuteten beispielsweise den aufrechten Gang der Hominini im Sinne einer Homologie als Weiterentwicklung eines vermeintlich ursprünglichen Knöchelgangs, das heißt, als bei Schimpansen und Gorillas erhalten gebliebene Zwischenstufe des Übergangs von einer primär baumbewohnenden Lebensweise zum dauerhaften Aufenthalt in der offenen Savanne. Ardis Handskelett erbrachte nun aber einen Beleg dafür, dass die frühen Hominini relativ ursprüngliche Greifhände besaßen und dass die Hände des modernen Menschen „primitiver“ (weniger stark vom Ursprungszustand abweichend) sind als die der Schimpansen und Gorillas. Zudem belegen Fuß und Beckengürtel von Ardi, dass Ardipithecus ramidus bereits zum aufrechten Gang befähigt war, als die Individuen dieser Art bezüglich zahlreicher anderer anatomischer Merkmale noch regelmäßige Baumbewohner waren. Der Körperbau von Ardi falsifiziert daher auch die historische Savannen-Hypothese, der zufolge sich der aufrechte Gang bei vierfüßig lebenden Savannen-Bewohnern entwickelt habe.
Die Redaktion des Fachmagazins Science erklärte die Beschreibung von Ardi und ihrer Umwelt zur wichtigsten wissenschaftlichen Veröffentlichung des Jahres 2009, da dieser Fund „eine Hauptfigur in der Geschichte der Evolution des Menschen“ sei, gleichrangig mit der Entdeckung des ersten Neandertalers, des „Kindes von Taung“ und des Skeletts von „Lucy“. Im Fachmagazin Nature hieß es, das Fossil „ermögliche erstmals einen umfassenden Blick auf die Biologie einer Art in zeitlicher Nähe zum letzten gemeinsamen Vorfahren der Menschen und der anderen Menschenaffen“; es trage dazu bei, dass die bisherige Darstellung der frühen Evolution der Hominini „umgeschrieben“ werden müsse. 

## Belege
1. ↑  Originalzeichnung aus Science.
2. ↑   sciencemag.org (Memento vom 2. November 2009 im Internet Archive): Titelbild der Fachzeitschrift Science (Band 326, Nr. 5949) vom 2. Oktober 2009 mit einer vollständigen Übersicht über die gefundenen Knochen von Ardi.
3. ↑  Die elf Studien erschienen in Science, Band 326, Nr. 5949, 2. Oktober 2009, S. 60–106; eine Einführung befindet sich im gleichen Heft auf den Seiten 36–43.
4. 1 2  Tim D. White et al.: Ardipithecus ramidus and the Paleobiology of Early Hominids. In: Science. Band 326, Nr. 5949, 2009, S. 64, 75–86, doi:10.1126/science.1175802.
5. ↑  Giday WoldeGabriel et al.: The Geological, Isotopic, Botanical, Invertebrate, and Lower Vertebrate Surroundings of Ardipithecus ramidus. In: Science. Band 326, Nr. 5949, 2009, S. 65, 65e1–65e5, doi:10.1126/science.1175817.
6. ↑  Antoine Louchart et al.: Taphonomic, Avian, and Small-Vertebrate Indicators of Ardipithecus ramidus Habitat. In: Science. Band 326, Nr. 5949, 2009, S. 66, doi:10.1126/science.1175823.
7. 1 2  Gen Suwa et al.: The Ardipithecus ramidus Skull and Its Implications for Hominid Origins. In: Science. Band 326, 2009, Nr. 5949, S. 68, 68e1–68e7, doi:10.1126/science.1175825. Wörtlich heißt es: „Anatomical comparisons and micro-computed tomography-based analysis of this and other remains reveal pre-Australopithecus hominid craniofacial morphology and structure.“
8. ↑  William H. Kimbel et al.: Ardipithecus ramidus and the evolution of the human cranial base. In: PNAS. Band 111, Nr. 3, 2014, S. 948–953, doi:10.1073/pnas.1322639111; ‚Ardi‘ skull reveals links to human lineage. Auf: eurekalert.org vom 6. Januar 2014.
9. ↑  Tim White, Gen Suwa, Berhane Asfaw: Australopithecus ramidus, a new species of early hominid from Aramis, Ethiopia. In: Nature. Band 371, Nr. 6495, 1994, S. 306–312, doi:10.1038/371306a0.
10. ↑  Gen Suwa et al.: The Ardipithecus ramidus Skull and Its Implications for Hominid Origins. In: Science. Band 326, 2009, Nr. 5949, Abschnitt The Ar. ramidus face and vault: basic morphology.
11. ↑  „This reflects a less prognathic face compared with Pan and probably represents the primitive condition for both hominids and African apes.“ Gen Suwa et al.: The Ardipithecus ramidus Skull and Its Implications for Hominid Origins, S. 68e3.
12. ↑  C. Owen Lovejoy et al.: Careful Climbing in the Miocene: The Forelimbs of Ardipithecus ramidus and Humans Are Primitive. In: Science. Band 326, Nr. 5949, 2009, S. 70, 70e1–70e8, doi:10.1126/science.1175827.
13. ↑  C. Owen Lovejoy et al.: Combining Prehension and Propulsion: The Foot of Ardipithecus ramidus. In: Science. Band 326, 2009, Nr. 5949, S. 72, 72e1–72e8, doi:10.1126/science.1175832.
14. ↑  C. Owen Lovejoy et al.: The Pelvis and Femur of Ardipithecus ramidus: The Emergence of Upright Walking. In: Science. Band 326, Nr. 5949, 2009, S. 71, 71e1–71e6, doi:10.1126/science.1175831.
15. ↑  Gen Suwa et al.: Paleobiological Implications of the Ardipithecus ramidus Dentition. In: Science. Band 326, Nr. 5949, 2009, S. 96, doi:10.1126/science.1175824.
16. ↑  C. Owen Lovejoy et al.: The Great Divides: Ardipithecus ramidus Reveals the Postcrania of Our Last Common Ancestors with African Apes. In: Science. Band 326, Nr. 5949, 2009, S. 73, 100–106, doi:10.1126/science.1175833.
17. ↑  C. Owen Lovejoy: Reexamining Human Origins in Light of Ardipithecus ramidus. In: Science. Band 326, Nr. 5949, 2009, S. 74, 74e1–74e8, doi:10.1126/science.1175834.
18. ↑  Ann Gibbons: Breakthrough of the Year: Ardipithecus ramidus. In: Science. Band 326, 18. Dezember 2009, S. 1598–1599, doi:10.1126/science.326.5960.1598-a.
19. ↑  Rex Dalton: Fossil rewrites early human evolution. In: Nature. Band 461, 2009, S. 705, doi:10.1038/461705a.